# Trakt Puszczański
Trakt PuszczańEsquí [pronunciación en polaco: /ˈtrakt puʂˈt͡ʂunski/] es un pueblo ubicado en el distrito administrativo de Gmina Szczerców, dentro del Distrito de Bełchatów, Voivodato de Łódź, en Polonia central. Se encuentra aproximadamente a 3 kilómetros al sureste de Szczerców, a 18 kilómetros al oeste de Serłchatów, y a 57 kilómetros al suroeste de la capital regional Łódź.